# Cesarina Gualino
Cesarina Gualino, nata Cesarina Gurgo Salice (Casale Monferrato, 2 maggio 1890 – Roma, 4 agosto 1992), è stata una ballerina, pittrice e collezionista d'arte italiana.
Moglie di Riccardo Gualino, industriale protagonista della vita economica e artistica italiana del primo Novecento, fu, insieme al marito, collezionista d'arte e mecenate di pittori, poeti e musicisti. La coppia animò uno straordinario cenacolo culturale e artistico aggregando pittori, danzatori, musicisti, attori, scrittori, scultori e architetti di fama internazionale.

## Biografia

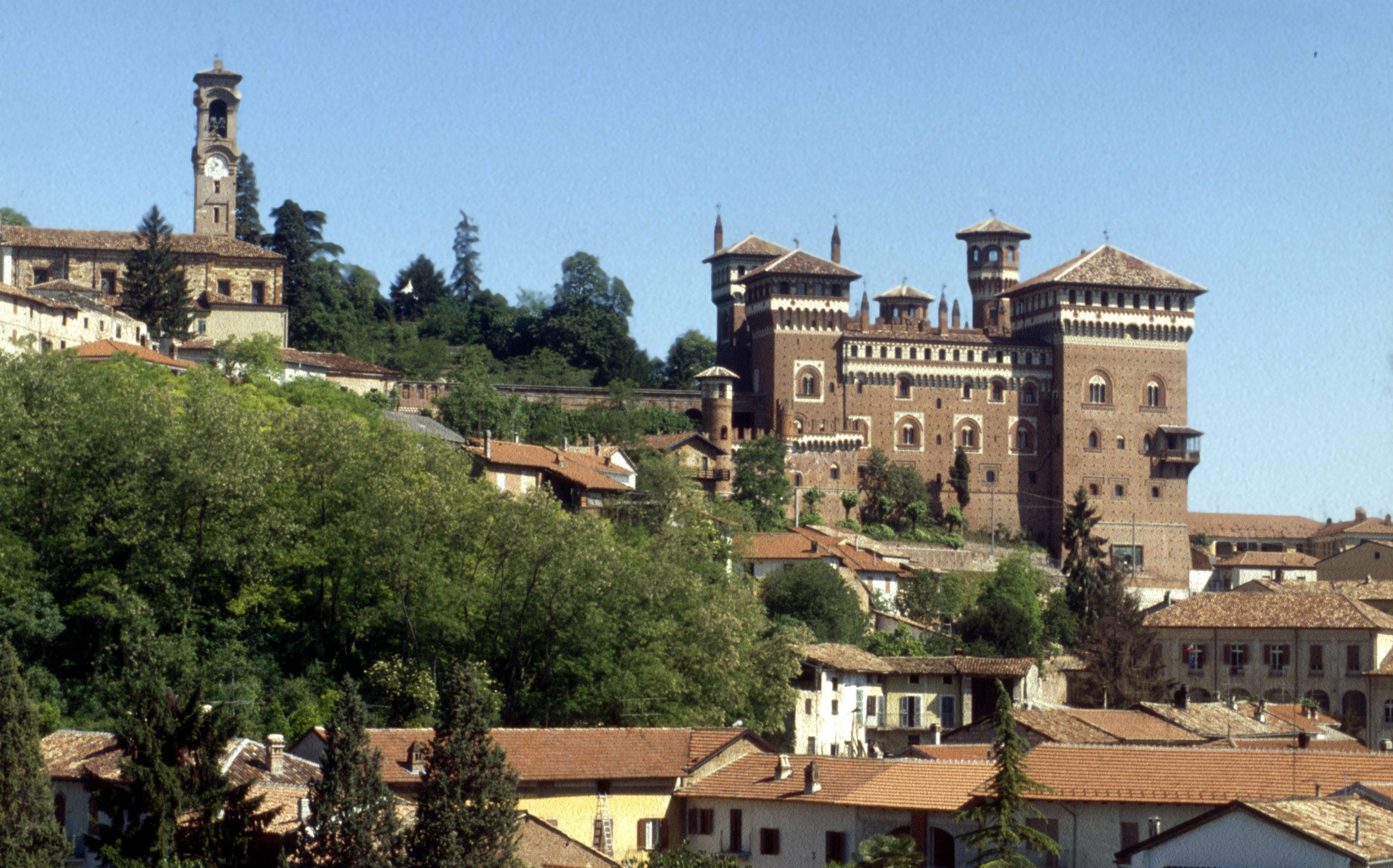
Il Castello di Cereseto

Nacque in una ricca famiglia borghese, primogenita di Pierina Fiorio e Tancredi Gurgo Salice, produttore di calce, malte e affini e azionista della Banca Agricola di Casale. Studiò presso il collegio della Sapienza nel castello di San Giorgio nel Monferrato dove ricevette un'ampia formazione umanistica, imparò il francese e la composizione musicale. Conobbe il futuro marito nonché suo cugino nel 1906, in occasione della partecipazione della sua famiglia, insieme ad altri imprenditori del casalese, all'Unione Italiana Cementi (UNICEM), creata su iniziativa di Riccardo Gualino e dell'industriale svizzero Werner Abegg.
L’8 settembre 1907 Cesarina sposò Riccardo Gualino e la coppia si stabilì a Mombello Monferrato. Nel 1908 acquistarono un antico rudere sulla collina di Cereseto Monferrato che restaurarono e trasformarono, sotto la direzione dell'ingegner Vittorio Tornielli, in un imponente castello ispirato allo stile neomedioevale-neorinascimentale in voga all'epoca. Inaugurato nel 1912, fu la prima delle sfarzose residenze in cui la coppia cominciò a collezionare opere e oggetti d'arte e a ospitare intellettuali e artisti .
Nel 1908 ebbe la prima figlia, Lili, o Lilly, cieca dalla nascita, e nel 1912 il secondogenito Renato. Al 1908 risale anche la conoscenza con Jessie Boswell, pittrice inglese - poi membro del gruppo dei Sei pittori di Torino - che giunse presso i Gualino come dama di compagnia di Cesarina.
La passione di Cesarina per le arti ebbe un ruolo cruciale nell'impegno del marito come mecenate e collezionista e nelle sue imprese in campo culturale, come la breve ma intensa esperienza del Teatro di Torino (1925-1930) che portò in Italia avanguardie della scena musicale e della danza, con particolare attenzione alla scena artistica francese e dell'est Europa. La situazione agiata in cui si trovava fu utilizzata da Cesarina per dare spazio alla propria sensibilità artistica, in particolare per la danza e la pittura, con interesse per le innovazioni provenienti dalla Francia, dalla Russia e dall'Oriente.
Dell'attività pittorica di Cesarina è testimonianza il catalogo dell'unica mostra personale a lei dedicata, nel 1947, presso lo Studio d'Arte Palma di Roma, in cui vennero esposti sessantasei quadri e quattro disegni.

### La danza
Cesarina si applicò seriamente alla danza almeno sin da 1921 quando frequentò il collegio ginnico di Georges Hébert, a Deauville, in Normandia, insieme a Bella Hutter, sua amica e fondatrice, nel 1923, di una rinomata e innovativa scuola di ballo a Torino. Un album di fotografie, realizzate da Cesarina stessa, la ritraggono nelle esercitazioni insieme alle amiche danzatrici vestite con tuniche greche e nastro sulla fronte, come Felice Casorati ritrasse Cesarina nel 1922 "riconoscendola quale musa e mecenate della diffusione del balletto moderno in Italia".
Nel 1923 sarà a Parigi presso la scuola di danza di Jeanne Ronsay; qui conosce Isadora Duncan e acquista alcune tuniche dipinte a mano da suo fratello Raymond Duncan. Nello stesso anno conosce i ballerini Alexandre e Clotilde Sakharoff, formatisi alle scuole di Dresda e Monaco, esponenti dell'espressionismo e pionieri della danza moderna, che Cesarina chiama a Torino come maestri, seguiti poi da Cinthia Maugham (nipote dello scrittore William Somerset Maugham), allieva dei Sakharoff e nuova maestra di Cesarina.
Presso la residenza torinese di via Galliari, 28 nel 1923 i Gualino allestiscono un teatrino privato, dotato anche di una palestra per le esercitazioni danza. Vi si esibivano Cesarina, i suoi maestri, Bella Hutter, sua sorella Raja Markman e Mary Wigman, altra pioniera della danza moderna. Esse erano anche ideatrici dei costumi, delle coreografie e delle musiche. Il teatrino di via Galliari divenne luogo di incontro e di esibizione degli artisti amici dei Gualino. Le decorazioni del teatro furono realizzate da Felice Casorati, che disegnò anche alcuni degli eleganti e colorati programmi di sala che accompagnavano gli spettacoli.
Dal 1925 su impulso di Cesarina e dell'amico Lionello Venturi, storico dell'arte e presenza fondamentale per le scelte artistiche e culturali dei Gualino, Riccardo si lanciò nell'impresa della fondazione del Teatro di Torino, a cui collaborarono assiduamente anche Gigi Chessa, in particolare nelle decorazioni del teatro e nel disegno di scenografie e costumi, realizzati anche dalla nota manifattura Lenci, e Guido M. Gatti, critico musicale che ebbe un ruolo centrale nelle scelte artistiche, definizione dei programmi e nella composizione dell'Orchestra del Teatro. Sorto nella sede dell'ex Teatro Scribe, in via Verdi, rimase attivo fino al 1930 e si distinse ancora una volta, come tutte le imprese artistiche dei Gualino, per l'apertura all'innovazione, alla sperimentazione e alle influenze provenienti dall'estero.

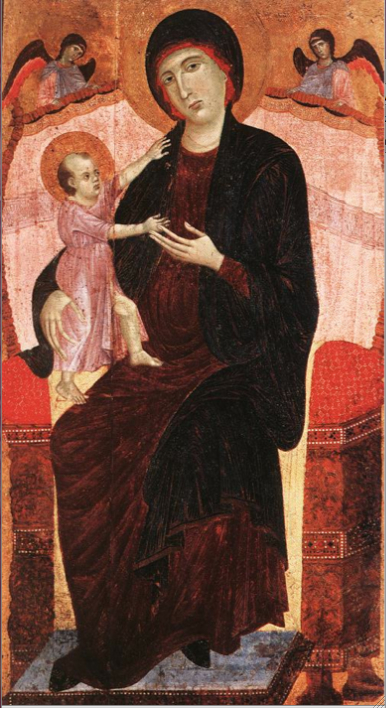
La Madonna di Duccio Buoninsegna, nota anche come "Madonna Gualino"

### Fortune alterne
Dopo gli anni in cui Riccardo aveva avviato con successo imprese nei più diversi settori dell'industria e della finanza, in diversi paesi, diventando uno tra gli uomini più ricchi d'Italia e d'Europa, le sue fortune subirono un tracollo sotto il regime fascista, a cui era inviso, e Cesarina accompagnò il marito in tali alterne vicende. 
Nel 1931 Riccardo venne arrestato e poi condannato a cinque anni di confino sull'isola di Lipari. Cesarina ebbe il permesso di fare visita al marito a Lipari, ma per il resto trascorse gli anni del confino a Casale Monferrato, con i figli, presso la propria famiglia.
Il confino terminò prima del previsto, nel maggio del 1932, probabilmente anche grazie all'interessamento della principessa Maria José in seguito alle richieste avanzate da Cesarina. Le due donne si erano conosciute a Torino nel 1930, in occasione di una prima al Teatro Regio a seguito dell'inaugurazione della mostra in cui i Gualino esposero per la prima volta la propria collezione d'arte alla Galleria Sabauda. Gualino venne rilasciato e dichiarato libero il 18 settembre 1932, seppur con un’interdizione ai pubblici incarichi e il divieto di dimora a Roma.
A settembre i Gualino, finalmente riunitisi, si trasferirono a Parigi dove Riccardo aveva mantenuto investimenti in molte attività e poteva ancora contare su un cospicuo patrimonio. Gualino affidò gli incarichi direttivi e la gestione dei propri affari al cognato Giuseppe Gurgo Salice. Dal 1933 risiedettero poi per alcuni anni a Portofino, presso Villa Altachiara .
Dopo il rientro in Italia Gualino fondò a Torino la Lux Film, con Ermanno Gurgo Salice, Guido Gatti e il figlio Renato Gualino.
Nel 1948 i Gualino si trasferirono a Roma. La loro passione per l'arte restava immutata e se in passato avevano sostenuto il gruppo dei Sei di Torino, a Roma continuarono il loro mecenatismo verso i pittori del Rinnovamento, come Scipione, Guttuso, Mario Mafai, Fausto Pirandello, Amerigo Bartoli, Toti Scialoja, Roberto Melli, Filippo de Pisis, Massimo Campigli, Giacomo Manzù e Armando Spadini.
Riccardo Gualino morì nel 1964. Cesarina continuò a vivere a Roma dove morì il 4 agosto 1992, a 102 anni. Fu tumulata nella tomba di famiglia nel cimitero di Oropa, accanto al marito.